# Китайский канон

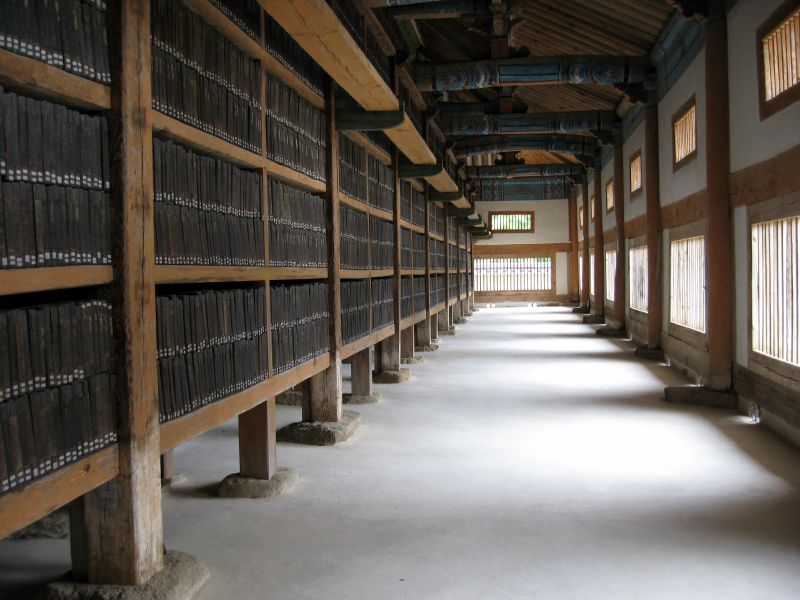
Трипитака Кореана — ранняя версия китайского буддийского канона

Кита́йский будди́йский кано́н («китайская трипитака») — каноническое собрание буддийских текстов, восходящих как к хинаяне, так и к махаяне, гандхарского канона школы Дхармагуптака. Китайский канон был востребован преимущественно среди буддистов разных школ махаяны, но также и хинаяны (школа Риссю). Китайский канон послужил основой для японского буддизма и корейского собрания канонических текстов.

## История канона
Формировался на протяжении второго—восьмого веков нашей эры, когда переводились с санскрита и пали буддийские канонические сутры, а также сочинения комментирующего характера — шастры, и создавались произведения на китайском языке — комментарии к сутрам, либо оригинальные произведения. В китайский канон (как исключительный случай) в качестве сутры было включено сочинение не Будды Шакьямуни, а китайского мастера чань Хуэй-нэна.
Первыми переводчиками на китайский язык были выходцы из Индии и Средней Азии. Основоположником китайской переводческой традиции считается монах, уроженец Средней Азии Ань Шигао (прибыл в Китай в 148 году)
В отличие от тибетского канона, где переводчикам пришлось создавать буддийские термины, так как в их язык они не входили,
китайские переводчики использовали термины, уже находившиеся в пространстве китайской культуры и языка, казавшиеся им эквивалентными индийским соответствующим понятиям. Также переводчики могли использовать прямые цитаты из даосской литературы, эти моменты и были отчасти положены в основу переводческой деятельности китайцев-буддистов, переводчиков санскритского канона на китайский язык.
Некоторые термины махаяны нашли разное понимание в тибетском и китайском каноне — важнейших канонах махаяны. Так, татхгатагарбха, важнейший термин философии махаяны и психологии, в тибетском каноне представлен как «чрево будды», а в китайском как «зародыш будды», что означает, что каждый человек уже потенциально является буддой, и ему нужно лишь взрастить этот зародыш будды — дать реализоваться потенциалу будды.
Таким образом, функционирование китайского канона самым тесным образом было связано с менталитетом китайцев, их культурой, языком, тысячелетней историей даосизма и конфуцианства, которые опосредованно влияли как на выбор переводимых сутр (в начале составления канона), так и на их восприятие впоследствии.